# Секретарь парткома (фильм)
«Секретарь парткома» — советский двухсерийный цветной телефильм 1970 года режиссёров Николая Ильинского и Олега Ленциуса.

## Сюжет
Полину Гончаренко односельчане избирают секретарем парткома колхоза. Честная и принципиальная, утверждая хозяйственное, но творческое отношение к работе и жизни, не терпящая работы на авось и по старинке, она вступает в противоборство с председателем колхоза и, тем самым, еще более усложняет свою личную жизнь.

В центре двухсерийной картины — образ колхозницы Полины, которую односельчане избрали секретарем своей партийной организации. Актриса Л. Полякова сыграла эту сложную роль талантливо, вдохновенно. Её героиня — женщина большой души, государственного ума, щедрого сердца. Общественное, колхозное для неё неотделимо от личного, в работу она вкладывает всю энергию, всю душу.— киновед И. С. Корниенко

## В ролях
- Людмила Полякова — Полина Гончаренко
- Михаил Глузский — Павел Калинович Любарский
- Анатолий Семёнов — Михаил
- Юрий Шерстнёв — Василь
- Алексей Чернов — Алексей Гончаренко
- Иван Переверзев — Шпак
- Кузьма Кулаков — Василий Степанович Кочубей, отец Веры
- Софья Карамаш — жена Кочубея, мать Веры
- Алексей Мороз — Саенко
- Герман Хованов — Бурун
- Махарбек Туриев — Аскер
- Ольга Аросева — Катерина Павловна, повариха
- Людмила Алфимова — Наталка, участница собрания
- Пётр Бенюк — друг Михаила
- Наталия Гебдовская — Филипповна, мать Михаила
- Неонила Гнеповская — Марьяна
- Ольга Захарова — мать Полины
- Игорь Козлов — завскладом
- Николай Куцевалов — Золотов, парторг колхоза «Искра»
- Иван Матвеев — колхозник
- Александр Толстых — Орлик, бригадир
- Николай Яковченко — кум
- Антонина Максимова — Задорожная
- Алим Федоринский — Грач

## Критика
Телефильм был отмечен премией на IV-ом Всесоюзном фестивале телевизионных фильмов.
Журналом «Искусство кино» (1971) отмечалось, что хотя картина «во многом несовершенная», но заявленная в ней тема — «в каких-то существенных гранях художественно решена на экране», при этом высоко оценивалась игра исполнителей главных ролей, "убедительной с первых кадров" была названа работа Михаила Глузского, в дальнейшем тот же журнал (1978) относил фильм к успешным фильмам о современном селе, при этом подчёркивалось, что это фильм использующий опыт и «развивающий многие темы и идеи» оконечного годом ранее телесериала «Варькина земля».